# Meriania robusta
Meriania robusta är en tvåhjärtbladig växtart som beskrevs av Célestin Alfred Cogniaux. Meriania robusta ingår i släktet Meriania och familjen Melastomataceae. Inga underarter finns listade i Catalogue of Life.